# Sven Bohse
Sven Bohse (* 1977 in Tübingen) ist ein deutscher Filmregisseur und Drehbuchautor.

## Leben und Wirken
Sven Bohse wurde 1977 in Tübingen geboren. Sein Vater war der Buchautor und Kulturschaffende Jörg Bohse, langjähriger Vorsitzender der deutschen Ost-West-Gesellschaften. Im Jahr 1998 begann er, nach einem fünfmonatigen USA-Aufenthalt, ein Studium der Philosophie, Amerikanistik und neueren deutschen Literatur in Tübingen. In den Jahren 1999 und 2000 folgten Praktika und Arbeiten als Regieassistent und Schnittassistent. Von 2000 bis 2005 studierte Sven Bohse dann Filmregie mit dem Schwerpunkt Szenischer Film an der Filmakademie Baden-Württemberg und schloss sein Studium mit Diplom ab. Neben dem Filmstudium produzierte er auch Werbe- und Imagefilme und arbeitete als Filmeditor. Das Maß der Dinge war sein Abschlussfilm an der Filmakademie Baden-Württemberg und wurde im Jahre 2006 für den Studenten-Oscar nominiert. 
Neben seinen prämierten Kurzfilmen hat Sven Bohse als Regisseur bisher mehrere Fernsehserien und -filme realisiert. Der unter seiner Regie entstandene Fernsehmehrteiler Ku’damm 56 erhielt mehrere Auszeichnungen und Preisnominierungen. So war Sven Bohse dafür unter anderem für den Deutschen Fernsehpreis, Grimme-Preis und den Prix Europa nominiert.

## Filmografie (Auswahl)
Als Regisseur, sofern nicht anders angemerkt:
- 2003: Der Ärgermacher (als Koautor, Regieassistent, Darsteller)
- 2005: Das Maß der Dinge (auch Drehbuch und Schnitt)
- 2007: Verrückt nach Clara (Fernsehserie)
- 2009: Liebe ist Verhandlungssache (Fernsehfilm)
- 2011: Unter Umständen verliebt (Fernsehfilm)
- 2012: Es kommt noch dicker (Fernsehserie)
- 2013: Herztöne (Fernsehfilm)
- 2013: Binny und der Geist (Fernsehserie)
- 2013: Heiter bis tödlich: Zwischen den Zeilen (Fernsehserie)
- 2014: 16 über Nacht! (Fernsehfilm)
- 2014: Weihnachten für Einsteiger (Fernsehfilm; auch Drehbuch)
- 2014: Ein Sommer in Island (Fernsehfilm; auch Drehbuch)
- 2015: Hangover in High Heels (Fernsehfilm; auch Drehbuch)
- 2015: Mein Schwiegervater, der Stinkstiefel (Fernsehfilm; auch Drehbuch)
- 2016: Ku’damm 56 (dreiteiliger Fernsehfilm)
- 2017: Ostfriesenkiller (Fernsehreihe)
- 2018: Tatort: Borowski und das Land zwischen den Meeren (Fernsehreihe; auch Drehbuch)
- 2018: Ku’damm 59 (Dreiteiliger Fernsehfilm)
- 2018: Tatort: Wir kriegen euch alle (Fernsehreihe)
- 2019: Wendezeit (Fernsehfilm)
- 2020: Das Geheimnis des Totenwaldes (dreiteiliger Fernsehfilm)
- 2021: Sisi (Fernsehserie)

## Auszeichnungen
- 2003: Förderpreis der Baden-Württembergischen Filmindustrie für den Kurzfilm Nachts werden wir erwachsen
- 2005: Nominierung für den First Steps Award in der Kategorie Spielfilme bis 60 Minuten für Das Maß der Dinge
- 2006: Nominierung für den Studenten-Oscar für Das Maß der Dinge
- 2006: Publikumspreis beim Filmfestival Trieste Film Festival für Das Maß der Dinge
- 2013: Nominierung beim 21. Deutschen Kinder-Medien-Festival für den Goldenen Spatz in der Kategorie Kurzspielfilm, Serie/Reihe für Binny und der Geist
- 2016: Nominierung beim Schweizer Filmfestival Geneva International Film Festival Tous Ecrans in der Kategorie Grand Prix for Mini-Series für Ku’damm 56
- 2016: Nominierung beim trimedialen Festival Prix Europa für den gleichnamigen Preis in der Kategorie TV Fiction für Ku’damm 56
- 2017: Nominierung für den Deutschen Fernsehpreis in der Kategorie Bester Mehrteiler für Ku’damm 56
- 2017: Nominierung für den Grimme-Preis in der Kategorie Fiktion für Ku’damm 56
- 2021: Preis der Deutschen Akademie für Fernsehen in der Kategorie Regie für Das Geheimnis des Totenwaldes